# Songs from the Superunknown
Songs from the Superunknown — шостий міні-альбом (EP) американської групи Soundgarden, випущений 21 листопада 1995 року.

## Треклист
1. Superunknown — 5:06
2. Fell on Black Days — 5:26
3. She Likes Surprises — 3:17
4. Like Suicide — 6:11
5. Jerry Garcia's Finger — 4:00

## Розробники
- Кріс Корнелл — вокал, гітара
- Кім Таїл — гітара
- Бен Шеферд — бас
- Метт Кемерон — барабани